# Амазасп II
Амазасп II (груз. ამაზასპი) — цар Кавказької Іберії (Картлі, нині — центральна та східна Грузія). Був сином і спадкоємцем Фарсмана III.
Грузинські хроніки детально змальовують перемогу Амазаспа над аланами, які вторглись до іберійських земель, а також рейд Амазаспа у відповідь. Його нетривале чотирирічне правління завершилось повстанням вельмож за підтримки Вірменії й аланів. Амазаспа було вбито в бою, а престол успадкував його племінник, Рев.